# Ghislaine Baron
Pour les articles homonymes, voir Baron.
Ghislaine Baron, née le 2 juin 1966 à Avranches et morte le 28 février 2019 à Rennes, est une footballeuse française évoluant au poste de défenseuse.

## Carrière

### Carrière en club
Ghislaine Baron joue au Saint-Brieuc SC de 1988 à 1992 ; elle y remporte le Championnat de France de football féminin 1988-1989 et est finaliste du Championnat de France de football féminin 1991-1992. Elle rejoint la Jeunesse sportive féminine de Poissy où elle joue jusqu'en 1995. Elle est aussi joueuse du Stade quimpérois 2000 de 2000 à 2002.

### Carrière en sélection
Ghislaine Baron compte vingt-trois sélections en équipe de France entre 1989 et 1993. 
Elle reçoit sa première sélection en équipe nationale le 21 avril 1989, en amical contre la Chine (défaite 2-0). Elle joue son dernier match le 25 septembre 1993, en amical contre la Russie (victoire 2-1).

## Mort
Elle meurt le 28 février 2019 à 52 ans des suites d'une longue maladie,.